# 新見正路
新見 正路（しんみ まさみち、寛政3年9月12日（1791年10月9日） -  嘉永元年6月27日（1848年7月27日）は、江戸幕府の旗本。。字は義郷、号は茅山もしくは賜蘆堂。通称は吉次郎。

## 経歴・人物
文政12年（1829年）に西町奉行に就任する。淀川の浚いにて土砂を集める工事を行い、後に当時の元号に因んで「天保山」と命名した。また同時期に生活に苦しむ庶民に対し、救済を行ったり訴訟の改正にも携わった。
天保2年（1831年）に辞任後は、江戸に入り水野忠邦が執行した天保の改革により、当時江戸幕府の将軍であった徳川家慶の御側御用取次として仕えた。また同時期に詩歌や古文をよくし、蔵書家としても活躍し文庫を創設した。
天保14年（1843年）に御役御免となり、以降は役職に就くことがなかったが、失脚した水野忠邦と親しかったためと考えられている。
なお、正路の長男と次男は早世しており、三男の郁三郎（正典）は未だ幼少だった。そのため三浦義韶（正路の弟）の次男の房次郎（新見正興）が養子となり、嘉永元年（1848年）に家督を継いだ。